# Besni
Besni – miasto i dystrykt w Turcji, w prowincji Adıyaman.
Według danych na rok 2014 Besni zamieszkiwało 75 910 osób.